# هنري الثامن (مسرحية)

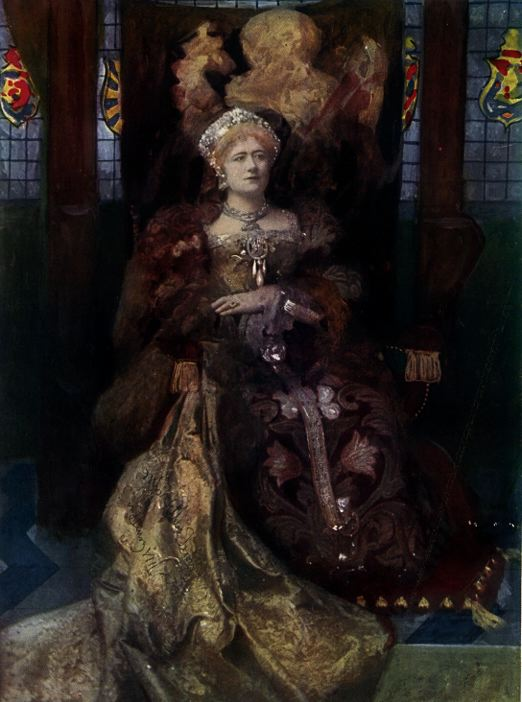

هنري الثامن هي مسرحية من خمسة فصول يدرس فيها شكسبير العصر السابق مباشرة لعصره من خلال البلاط الإنجليزي عهد الملك هنري الثامن ويصور تفاصيل طلاقه وزواجه الثاني وتمرده على السلطة الدينية التي تشاركه الحكم وتنتهي بترقبات الشعب الإنجليزي من خليفته الملكة اليزابيث التي عايشها شكسبير فسرب في هذه المسرحية انتظاراته في الحكم وعبر عن امتنانه للملكة وان كان تناول شخصية أبيها بكل تجرد وموضوعية. وتندرج هذه المسرحية في المرحلة التاريخية الأخيرة من ابداع شكسبير.